# Makita Sigekacu
Makita Sigekacu (1849–1914) japán harcművész.

## Kendzsucu
A Dzsikisin kage-rjú kendzsucut a XVIII. századi Japánban Szakakibara Kenkicsi (1829–1894), a stílus XIV. nagymestere tette híressé. Két legjobb tanítványa Jamada Dzsirokicsi és Macudaira Jaszutosi volt, akik a dzsikisin kage-rjú tradicionális változatát oktatták. Macudaira dódzsójában tanult Makita Sigekacu is, aki mestere halálát követően lett volna az iskola 16. nagymestere, ezt azonban az 1867-ben életbe lépő, a szamurájok kasztját feloszlató és a fegyverviselést betiltó törvény (hivatalosan) megakadályozta. Ezt követően a stílus több ágra szakadt egy-egy nagymester vezetésével.

## Hokkaidó
A Tokugava család Bosin-háborúban elszenvedett vereségét követően menekülnie kellett és ekkor költözött Hokkaidóra, ahol az 1900-as évek elején Acuta községben megnyitotta „Dzsikisin kan” névre keresztelt dódzsóját, és folytatta a kendzsucu, a kjúdó, valamint a kendó tanítását. 1914-ben bekövetkezett halála után iskolája emlékére Acuta faluban fekete gránitobeliszket emeltek, melyet a mai napig minden évben ünnepségek keretében keresnek fel a harcművészek. Az élete ihlette korábbi tanítványa, Shimozawa Kan 子母澤 寛 (1892-1968) Aruhito no monogatari (Egy ember története) című elbeszélést, mely 1965-ben jelent meg.

## Szuzuki Kimijosi
Sigekacu családjában a harcművészetek útjára – a gódzsú-rjú karate és a dzsikisin kage-rjú kendzsucu elsajátításával – legkisebb unokája, Szuzuki Kimijosi lépett.